# Greta oto
Greta oto és una espècie de lepidòpter papilionoideu de la família dels nimfàlids (Nymphalidae) d'ales transparents. És comunament coneguda com papallona de cristall. La seva envergadura és d'entre 5,5 i 6 cm. El teixit entre les venes de les seves ales sembla de vidre. S'alimenten del nèctar d'una varietat de flors tropicals.
Es pot trobar a Amèrica Central, de Mèxic a Panamà. La vora de les seves ales és de color cafè fosc, de vegades tenyides de vermells o taronja i el seu cos de color fosc.